# Mirko Deanović
Mirko Deanović (Dubrovnik, 13. svibnja 1890. – Zagreb, 16. lipnja 1984.) hrvatski talijanist i romanist, leksikograf, povjesničar književnosti, redovni profesor romanske filologije Filozofskog fakulteta Sveučilišta u Zagrebu i utemeljitelj katedre za talijanski jezik i književnost na tom fakultetu.

## Život
Osnovnu školu (1896. – 1900.) i klasičnu gimnaziju (1900. – 1908.) završio je u Dubrovniku. U Beču je studirao romansku i slavensku filologiju (1908. – 1911.), talijanski jezik u Firenci (1911. – 1912.), pa diplomirao u Beču 1913., gde je i doktorirao tezom Die Übersetzungen des Anton Gleđević. Bio je suplent na realci u Splitu (1913. – 1915.), s koje je otpušten zbog aktivnosti u duhu jugoslavenstva. U I. svjetskom ratu bio je vojnik sve četiri godine. Od 1919. radi kao profesor realne gimnazije u Splitu. Bio je lektorom talijanskog jezika u Romanskom seminaru od 1927., docentom je postao 1930. na prijedlog Petra Skoka, izvanrednim profesorm 1934., a redovnim profesorm romanske filologije na Filozofskom fakultetu u Zagrebu 1940. Osniva 1930. Talijanski seminar na Filozofskom fakultetu i njim rukovodi do odlaska u mirovinu 1961. A Dekanom Filozofskog fakulteta u Zagrebu je bio u razdoblju od 1954. – 1955., potom i prodekanom.
Zbog masonstva je bio zatvoren u Staroj Gradišci god. 1941–42. Poslije je pripremio Cadastre National de l’Istrie u suradnji s P. Skokom i F. Ramovšem. Tim je radom dokumentirano etničko, jezično i povijesno stanje u Istri. Cadastre je poslužio za potrebe određivanja zapadnih granica Jugoslavije nakon Drugoga svjetskog rata.
Od 1960. godine redovni član HAZU te drugih akademija (firentinske, rimske, venecijanske). Nagrađen je većim brojem inozemnih i domaćih nagrada za svoj znanstveni rad.

## Djelovanje
Često je radi znanstvenih razloga putovao u Italiju i Francusku, a istraživao je i u Dubrovniku. Radio je i na literarnom i na jezikoslovnom području. Izučavao je odnose između francuske, talijanske i hrvatske književnosti, posebno se bavio kulturnom i književnom prošlošću Dubrovnika, romanskim elementima u hrvatskom jeziku i istroromanskim (istriotskim) jezikom. Objavljivao je na talijanskom, francuskom i njemačkom, nastupio na mnogim međunarodnim kongresima. Pokrenuo je i uređivao Bulletin de l’Atlas linguistique méditerranéen (Mediteranski jezični atlas). Bio je član Hrvatskog filološkog društva, Société de Linguistique de Paris, Société de Linguistique romane i član Jugoslavenske akademije znanosti i umjetnosti od 1958. Izradio je tri rječnika: talijansko-hrvatski s Josipom Jernejem, hrvatsko-talijanski rječnik, a s J. Dayreom i R. Maixnerom hrvatsko-francuski rječnik. S Pavlom Tekavčićem pripremio građu za etimološki rječnik istriotskog jezika, koja je ostala do danas u rukopisu, neobjavljena. Otkrio je jedno dotad nezapaženo i neizdano Voltaireovo djelo.